# Джефри-Сити
Джефри-Сити (англ. Jeffrey City, Wyoming) — статистически обособленная местность, расположенная в округе Фримонт (штат Вайоминг, США) с населением в 106 человек по статистическим данным переписи 2000 года.

## История
Джефри-Сити был основан в 1931 году как «Home On the Range, Wyoming», 640-акровая усадьба невадской семьи Петерсонов, перебравшихся в Вайоминг, поскольку мистер Петерсон болел из-за отравления газами в Первой мировой войне. Когда через местность прошло шоссе, миссис Петерсон открыла две газоколонки и ресторан быстрого питания для останавливающихся на заправке. В 1943 году закрыли почту в Сплит-Роке, в 14 милях от Джефри-Сити, и миссис Петерсон стала разносить письма окрестным ранчеро. Она гасила марки штемпелем «Home on the Range.» Такое гашение было отменено только в 1957 году, когда Home on the Range переименовали в Джефри-Сити. Члены её семьи в данный момент восстанавливают старое здание почты Home on the Range.
Home On the Range переименовали в Джефри-Сити из-за того, что шахтёры из урановой шахты таким образом пытались почтить память доктора К. У. Джеффри (англ. C. W. Jeffrey), хорошо обеспеченного доктора из Роулинза, финансировавшего фирму Western Nuclear Corporation и открытие урановой шахты, инициированное в 1957 году Р. Адамсом, поскольку во время Холодной войны потребность в уране возросла.
Тысячи людей, искавших высокооплачиваемой работы, устремились в Джефри-Сити, и Western Nuclear финансировало строительство посёлка для рабочих и их семей. На вершине строительного оптимизма в посёлке была построена огромная школа, в которой был плавательный бассейн, отвечающий олимпийским стандартам. В конце 1970-х и начале 1980-х урановый рынок рухнул и шахта была вынуждена закрыться. Как и многие города, возникавшие в период экономического бума, Джеффри-Сити зависел от местной шахты, а когда она закрылась, у жителей не оставалось никаких причин оставаться в нём. То, что было бурно развивавшимся городом с магазинами, школами, библиотекой, шерифом, молодёжной турбазой, церквями и больницами стало городом-призраком, когда 95 % население покинуло город в 1986 году. На данный момент в городе функционируют только Южная баптистская церковь (прекрасно себя чувствующая благодаря ранчеро) и бар, который называется Split Rock Café.

## География
По данным Бюро переписи населения США, статистически обособленная местность Джефри-Сити имеет общую площадь в 74,07 квадратных километров, из которых 73,81 кв. километров занимает земля и 0,52 кв. километров — вода. Площадь водных ресурсов округа составляет 0,7 % от всей его площади.
Джефри-Сити расположен на высоте 1931 метр над уровнем моря.

## Демография
По данным переписи населения 2000 года, в Джефри-Сити проживало 106 человек, 32 семьи, насчитывалось 45 домашних хозяйств и 112 жилых домов. Средняя плотность населения составляла около 1,4 человек на один квадратный километр. Расовый состав Джефри-Сити по данным переписи распределился следующим образом: 98,11 % белых, 0,94 % — коренных американцев. Испаноговорящие составили 1,89 % от всех жителей статистически обособленной местности.
Из 45 домашних хозяйств в 15,6 % — воспитывали детей в возрасте до 18 лет, 66,7 % представляли собой совместно проживающие супружеские пары, в семей женщины проживали без мужей, 26,7 % не имели семей. 17,8 % от общего числа семей на момент переписи жили самостоятельно, при этом 4,4 % составили одинокие пожилые люди в возрасте 65 лет и старше. Средний размер домашнего хозяйства составил 2,36 человек, а средний размер семьи — 2,61 человек.
Население статистически обособленной местности по возрастному диапазону по данным переписи 2000 года распределилось следующим образом: 14,2 % — жители младше 18 лет, 8,5 % — между 18 и 24 годами, 26,4 % — от 25 до 44 лет, 41,5 % — от 45 до 64 лет и 9,4 % — в возрасте 65 лет и старше. Средний возраст жителей составил 46 лет. На каждые 100 женщин в Джефри-Сити приходилось 152,4 мужчин, при этом на каждые сто женщин 18 лет и старше приходилось 127,5 мужчин также старше 18 лет.
Средний доход на одно домашнее хозяйство в статистически обособленной местности составил 42 857 долларов США, а средний доход на одну семью — 42 679 долларов. При этом мужчины имели средний доход в 65 156 долларов США в год против 23 750 долларов среднегодового дохода у женщин. Доход на душу населения в статистически обособленной местности составил 20 061 доллар в год. Все семьи Джефри-Сити имели доход, превышающий уровень бедности, 8,2 % от всей численности населения находилось на момент переписи населения за чертой бедности, при том все жители младше 18 и старше 65 лет имели совокупный доход, превышающий прожиточный минимум.